# Aleksandar Aleksić
Aleksandar Aleksić (Šabac, 13. april 1992) je srpski kajakaš.

## Biografija
Prvu medalju uzeo je 2005. godine na takmičenju u Sremskoj Mitrovici.
Već naredne, 2006. godine, postao je prvak države u jednosedu na 500 metara. Na svakom prvenstvu države nakon toga je pobeđivao, kako u jednosedu, tako i u grupnim posadama (dvosedu i četvercu).
Prvi put je nastupio za reprezentaciju 2007. godine, u Bidgošću u Poljskoj, kada je na Olimpijskim nadama zauzeo sedmo mesto.
Godine 2008. se ponovo takmičio na tom takmičenju u Segedinu, kada je zauzeo 4. mesto u disciplini kajaku četvercu na 1000 metara (K-4 1000m).
Godine 2009. nastupa na prvenstvu Evrope za juniore, kada sa 17 godina zauzima četvrto mesto. Naredne godine u Moskvi na istom takmičenju je zauzeo 6. mesto.
Na kraju te sezone, prelaskom u seniorsku konkurenciju, postaje član novoformiranog četverca, zajedno sa Milenkom Zorićem, Ervinom Holpertom i Dejanom Terzićem. Zajedno su u Segedinu na prvenstvu sveta izborili vizu za Olimpijske igre (tada je postao najmlađi kajakaš u svetu koji će se takmičiti na Olimpijskim igrama Londonu, a ujedino i najmlađi predstavnik Srbije na tom takmičenju.
Godine 2011. zauzeli su 3. mesto na prvenstvu Evrope u Zagrebu.
Na Olimpijskim igrama u Londonu, osvojio je 9. mesto.

## Spoljašnje veze
- london2012:Aleksandar Aleksić, pristup 17. septembar 2012